# Aleixo de Meneses (aio)
Aleixo de Meneses (m. em 7 de fevereiro de 1569) foi o terceiro filho de Pedro de Meneses, primeiro conde de Cantanhede, e de sua segunda mulher, D. Beatriz de Melo, filha do chanceler-mor Rui Gomes de Alvarenga. Celebrizou-se como o aio de D. Sebastião de Portugal.

## Biografia
Muito novo estreou na carreira de armas, assistindo com o seu tio, D. João de Meneses, à tomada de Azamor, em 1513. Passando ao Oriente com o governador Lopo Soares de Albergaria, foi encarregado do comando, como Capitão, de uma esquadra de oito navios, com a qual percorreu as costas da Arábia, entrou em combate na cidade de Gidá (posteriormente capital da Arábia Saudita) e na tomada de Zeilá, e pouco depois defendeu Malaca contra o rei de Bintão.
Foi almirante da Armada que no Mar Roxo foi buscar ao soldão de Babilônia e se coroou com triunfos já na conquista de Zeilá na costa da Etiópia, já obrigando o rei de Bintão a levantar o cerco de Malaca, tomando-lhe para testemunha da victoria o Forte de Muar guarnecido de 60 peças, já no socorro de Coulâo, reduzido ao último perigo.— Bibliotheca Lusitana, Tomo I, página 86
Durante uma ausência de Diogo Lopes de Sequeira, governou interinamente os estados da Índia, e voltando ao reino, "conhecendo D. João III que era igual a capacidade de seu juízo à valentia de seu braço" foi de novo a África reformar e prover as praças de Arzila, Azamor e Tânger, "de que eram Capitães João Coutinho, conde do Redondo, o conde do Prado e D. Álvaro de Abranches". "A fama das proezas que obrara no Oriente o habilitou para ser eleito Governador de tão grande Estado", mas João III quis "servir-se do seu talento em outros ministérios, de que resultava maior gloria à Coroa, como foram ser Embaixador à Majestade Cesárea de Carlos V, e concluir no ano de 1542 os augustos desposórios da Princesa Dona Maria com o Príncipe de Castela D. Filipe sendo condutor desta Senhora com o lugar de seu Mordomo Mor." "Por nomeação dos dois monarcas foi eleito padrinho do príncipe D. Carlos".
João III, que teve sempre a maior consideração por ele, nomeou-o aio do seu filho o infante D. João, "que ele modestamente recusou, lembrando do agudo sentimento que ainda conservava pela intempestiva morte da princesa Maria". O rei o criou mordomo-mor de sua mulher, a rainha D. Catarina, "cujo ofício administrou com suma gravidade" e por legado político no seu testamento, o deixou indicado para aio do seu neto D. Sebastião. A escolha era acertada, e poderia ter produzido os mais excelentes resultados se em Portugal não existisse o cardeal infante D. Henrique e não tivesse entrado a Companhia de Jesus.
Recebeu assim a guarda da criação e pessoa de D. Sebastião, aos 9 anos, melindroso encargo, de que tão nobremente se desempenhou até ao momento em que o seu real educando tomou as rédeas do governo, sendo aclamado rei de Portugal. "Muitas vezes se valia da severidade para reprimir os violentos impulsos daque Príncipe, que já em tão tenra idade degeneravam em excessos." Com singular modéstia, recusou o condado de Vila de Rei, dizendo que era pobre para tão autorizado título, possuindo unicamente a Alcaidaria-mor de Arronches, que se lhe deu em satisfação de uma comenda que se tirara a seu filho.
Prestes estava D. Sebastião a chegar aos seis anos de idade, quando pareceu indispensável tratar-se de escolher mestre que o ensinasse. Divididos foram os pareceres no conselho enquanto à escolha, prevalecendo afinal o do cardeal infante D. Henrique, que opinara e veemente instara para que fosse preferido o padre jesuíta Luís Gonçalves da Câmara. D. Aleixo votara contra a escolha dum religioso para mestre, e concluiu "que qualquer que o mestre fosse, se tivesse advertência em não ter mão em el-rei, mais que nas cousas tocantes a seu cargo, porque algumas vezes ouvira dizer ao imperador Carlos V, que os príncipes instruídos nas artes do governo e guerra tinham ciência bastante em sabendo rezar por umas horas."
Foi desprezado, graças aos manejos e tenacidade do cardeal infante, grande protector dos jesuítas, seu voto. A carreira militar deste brioso guerreiro devia concorrer para ascender, ainda que involuntariamente, o fatal entusiasmo de D. Sebastião. D. Aleixo era muito sensato e tinha muito bons desejos, mas não podia de certo renegar todas as tradições da sua vida anterior; e o exemplo das acções do aio era mais próprio a excitar do que a moderar os ímpetos do génio cavalheiresco e arrojado do seu jovem pupilo.
Procurou opor-se aos excessos da índole guerreira e das inclinações ascéticas do príncipe, e num documento que os cronistas lhe atribuem, diligenciou chamar a atenção do seu educando para os mais graves perigos. Aconselhava o Rei a desconfiar dos aduladores que procurassem desviá-lo da intimidade de sua avó e do cardeal, precavia contra a exaltação dos seus brios belicosos, rogando-lhe que não arriscasse as forças do reino em impossíveis e temerárias empresas, pedia-lhe que não desse valimento sucessivo aos fidalgos moços, arredando de si os homens experientes e encanecidos na prática dos negócios, continuava manifestando o desejo de que os religiosos não fossem tão amiúde distraídos dos seus deveres próprios para se ocuparem nos negócios profanos da governação do estado, e por fim, como quem conhecia a índole severa e puritana de D. Sebastião, lembrava ao rei que para extirpar abusos inveterados era necessário proceder com grande tacto, e por isso lhe aconselhava, que não ordenasse de leve mudanças nos trajos e nos costumes, que ponderasse muito qualquer alteração na moeda ou nas medidas e pesos estabelecidos, porque tais providencias haviam de levantar sempre descontentamento dos interesses lesados no primeiro golpe e introduzir grande perturbação nas transacções comerciais.
Neste documento, que se encontra no tomo III das Memorias para a historia de Portugal, que comprehendem o governo d'el-rei D. Sebastião, por Diogo Barbosa Machado, há muitas alusões contra o padre Luís Gonçalves da Câmara e os planos da Companhia de Jesus, e no meio de traços fugitivos com que nele são desenhados em geral os perigos principais de que o novo monarca devia afastar-se, sobe esse a figura do confessor; é natural portanto que este, valendo-se da influência que alcançara do rei conseguisse fazer com que D. Aleixo perdesse as boas graças do monarca, mas a Companhia não precisou empregar luta, porque morreu em fevereiro de 1569.
Os jesuítas viram-se à vontade, e D. Sebastião deixou-se dominar pela sua índole guerreira, que os lisonjeiros animavam, de que resultou a fatal batalha de Alcácer Quibir, em que Portugal perdeu a independência, ficando sob o domínio de Castela.
Quando lhe perguntaram se não desejaria receber um título de nobreza, respondeu: Fez-me Deus Dom Aleixo de Meneses. E outra mercê maior não podia fazer El-Rei, por isso a não fez..
Foi sepultado no Convento de Santo António do Pinheiro, na Chamusca.

### Casamentos
Foi casado duas vezes. A primeira, com D. Joana de Meneses, sua sobrinha, filha de D. Henrique de Noronha, nascendo uma filha: D. Luísa de Meneses, que se casou com D. Pedro de Meneses, oitavo senhor de Cantanhede; morreu sem filhos, de parto.
Desejando D. João III que "se eternizasse a memória de D. Aleixo na posteridade, ficando reproduzido na sua descendência, lhe ordenou que passaesse a segundas bodas, quando contava 75 anos de idade". Casou assim com D. Luísa de Noronha, filha de D. Álvaro de Noronha, de quem teve numerosa sucessão: 
- D. Luís de Meneses, morto aos 23 anos na batalha de Alcácer Quibir;
- D. Álvaro de Meneses, senhor e alcaide de Alfaiates e do reguengo de Arronches, pajem da campaninha do Rei D. Sebastião, casado com D. Violante de Ataíde, filha de D. Vasco de Gama, 3.º conde da Vidigueira[6];
- D. Pedro de Meneses, da religião dos Eremitas de Santo Agostinho, ver abaixo seu nome religioso: Frei Aleixo de Meneses;
- D. Beatriz, morta na infância; e
- D. Mécia, casada com D. Luís Coutinho, quarto conde do Redondo.

### Obras
- "Voto acerca da qualidade da Pessoa que devia ser eleita para mestre del Rei D. Sebastião", publicada em 1730[7]
- "Discurso acerca de ter sido eleito por confessor do Rei D. Sebastião o Padre Luís Gonçalves da Câmara, que era seu Mestre"[7]
- "Prática feita a el-rei D. Sebastião no dia antecedente à sua coroação"[7]